# Erik Sundin (bandyspelare)
Erik "Sudden" Sundin, född 9 januari 1980, är en svensk före detta bandyspelare. 
Sundins moderklubb är Selånger SK, som han 2001 lämnade för Falu BS. Efter fyra säsonger i dalaklubben återvände han till Selånger till säsongen 2005/2006. Han spelade där i tre säsonger innan han bytte klubb till IK Sirius från Uppsala. 2012 gick han vidare till Gais, och 2013 gjorde han ytterligare en sejour i moderklubben Selånger.
Säsongerna 2014/2015 och 2015/2016 var han spelande tränare och klubbchef för Unik BK, och gick därefter tillbaka till Sirius, där han blev en del av ledarstaben. Säsongen 2017/2018 fick han en roll som assisterande tränare i klubben.